# Rödbrunt jordfly
Rödbrunt jordfly, Diarsia brunnea, är en fjärilsart som först beskrevs av Michael Denis och Ignaz Schiffermüller 1775.  Rödbrunt jordfly ingår i släktet Diarsia, och familjen nattflyn, Noctuidae. Arten  har livskraftiga, LC, populationer i både Sverige och Finland. En underart finns listad i Catalogue of Life, Diarsia brunnea urupina Bryk, 1942.

## Bildgalleri

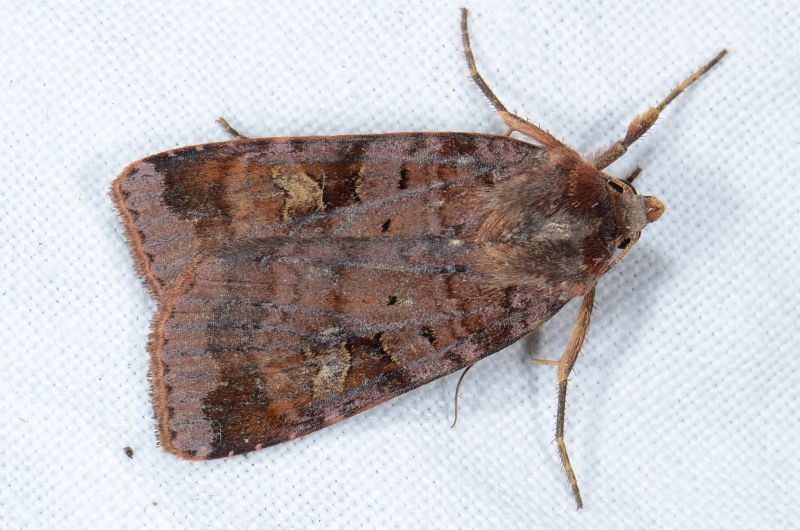
Imago fjäril
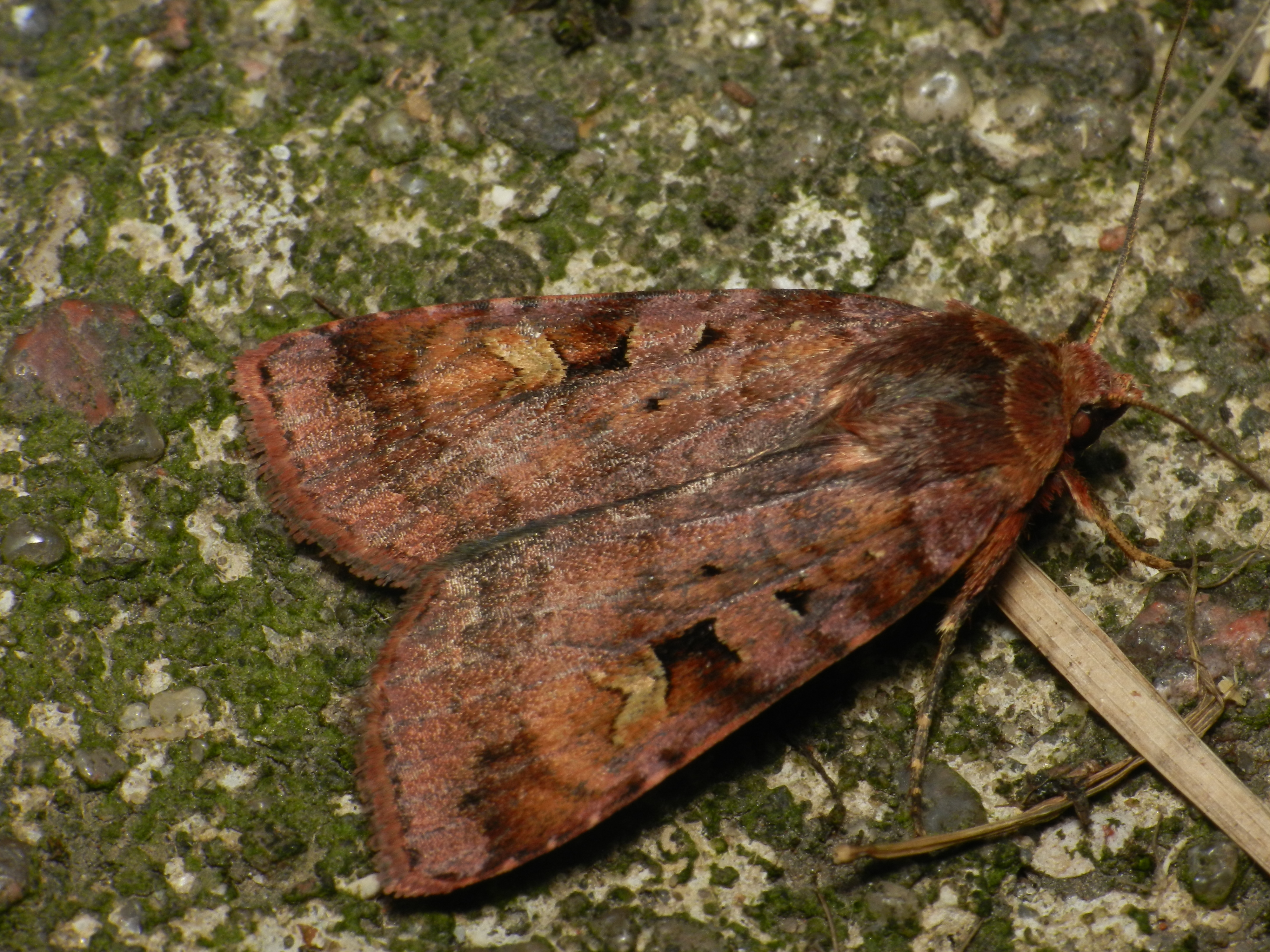
Imago fjäril
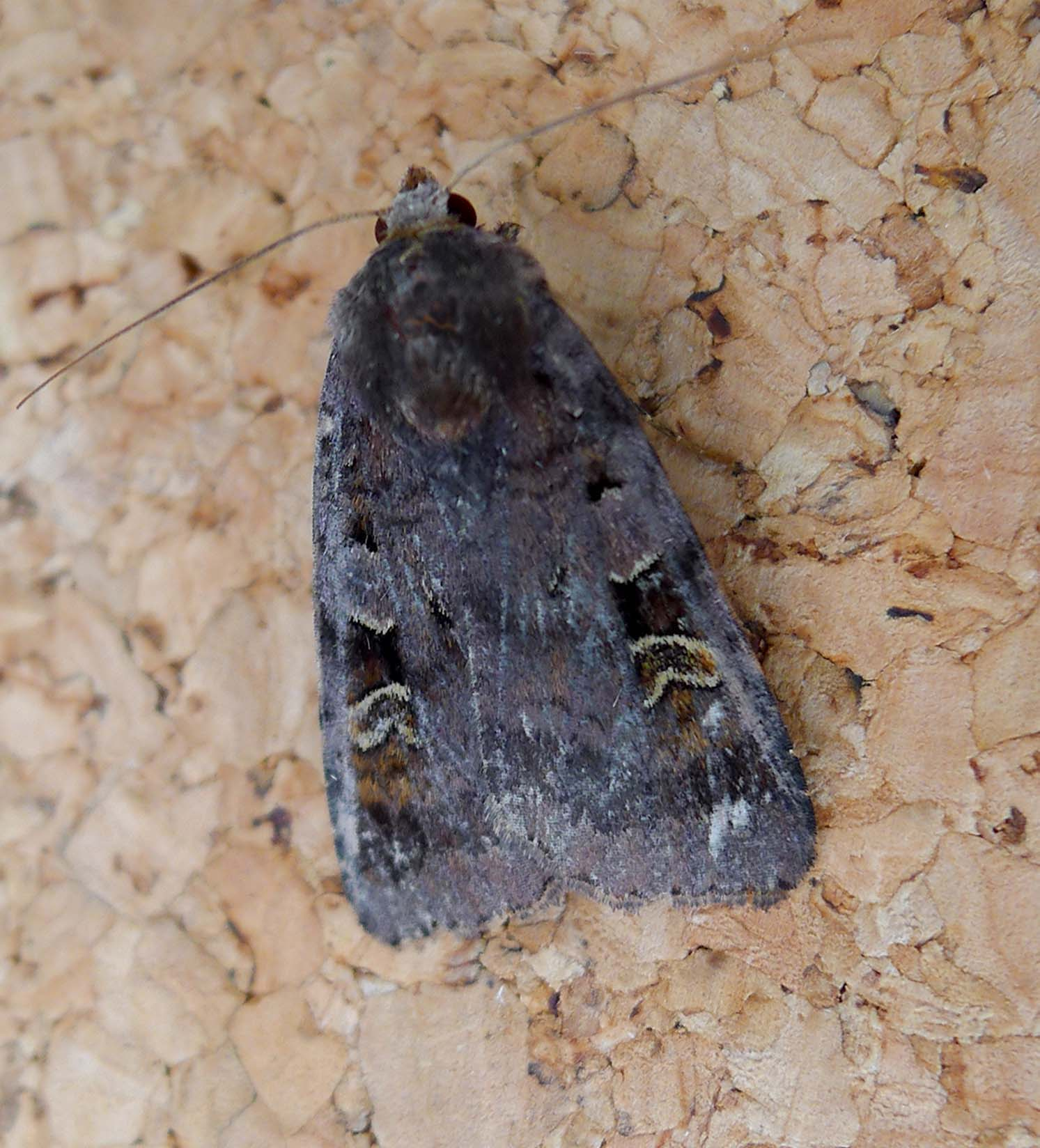
Imago fjäril
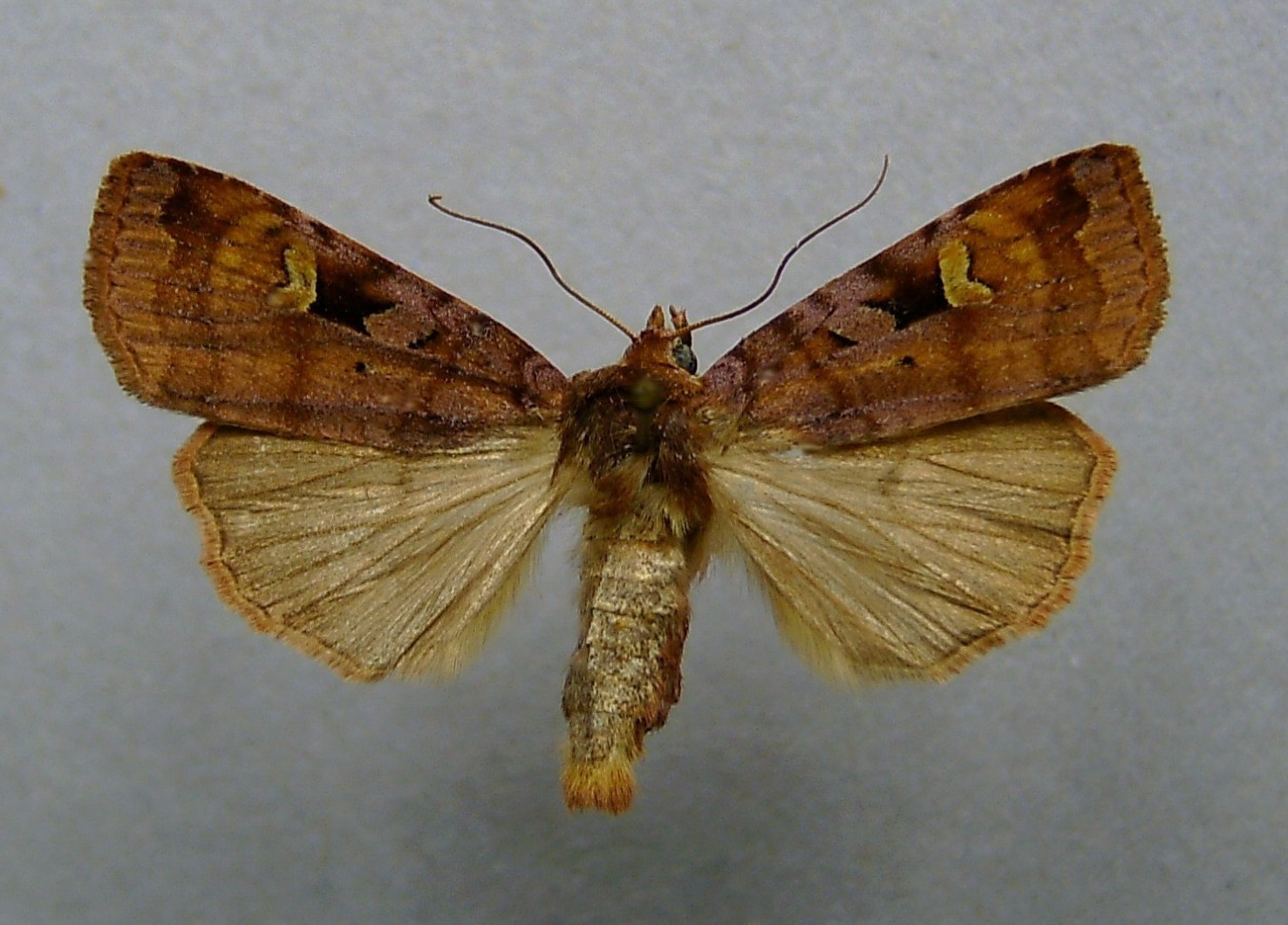
Preparerad (uppnålad) imago fjäril